# Obbhult
Obbhult är en bebyggelse omkring Fagereds sanatorium strax norr om länsväg 154 i Fagereds socken i Falkenbergs kommun. Från 2015 avgränsade SCB här en småort, som vid avgränsningen 2020 avregistrerade då antalet boende understeg 50.